# Summerford
Summerford är en ort i Kanada.   Den ligger i provinsen Newfoundland och Labrador, i den östra delen av landet, 1 600 km öster om huvudstaden Ottawa. Summerford ligger 6 meter över havet och antalet invånare är 976.
Terrängen runt Summerford är platt. Havet är nära Summerford söderut. Trakten runt Summerford är nära nog obefolkad, med mindre än två invånare per kvadratkilometer.. Närmaste större samhälle är Twillingate, 18,5 km norr om Summerford. 